# Ualabi rupestre del Cap York
El ualabi rupestre del Cap York (Petrogale coenensis) és una espècie de ualabi rupestre limitada a la península del Cap York, al nord de Queensland (Austràlia). És membre d'un grup de set ualabis rupestres molt propers, que viuen tots al nord-est de Queensland i que també inclou el ualabi rupestre del mont Claro (P. sharmani), el ualabi rupestre de Mareeba (P. mareeba) i el ualabi rupestre de Godman (P. godmani), entre d'altres.